# Walid Badir
Walid Badir (hebräisch ואליד באדיר, arabisch وليد بدير; * 12. März 1974 in Kafr Kasm) ist ein ehemaliger israelischer Fußballspieler und Angehöriger der arabischen Minderheit in Israel. Zuletzt spielte er bei Hapoel Tel Aviv in der Ligat ha’Al, der höchsten israelischen Spielklasse.

## Karriere
Badir begann seine Karriere 1987 bei Hapoel Kafr Kasm, seinem Heimatverein. 1990 wurde er von Hapoel Petah Tikva verpflichtet und spielte zwei Jahre in deren Jugendmannschaft, ehe er 1992 in die erste Mannschaft geholt wurde. In der ersten Saison mit dem Mittelfeldspieler wurde der Verein Elfter und damit Vorletzter. Nach einem siebenten 1994, fünften 1995 und einem achten Platz 1996, konnte Badir 1996/97 mit dem Verein den Vizemeistertitel feiern. 1997/98 wurde man noch immerhin Fünfter. In seiner letzten Saison in Petah Tikva konnte noch der sechste Platz erreicht werden.
1999 kam dann der Wechsel ins Ausland und Badir ging nach England in die Premier League zum FC Wimbledon. Nach 21 Spielen und einem erzielten Tor (gegen Manchester United) musste der Israeli mit Wimbledon aus der höchsten englischen Spielklasse mit Platz 18 absteigen, drei Punkte hinter einem Nichtabstiegsplatz.
In der darauffolgenden Saison kehrte er nach Israel zurück und unterschrieb bei Maccabi Haifa. Dort konnte Badir in fünf bei Maccabi gespielten Saisonen vier Meistertitel und einen Supercup gewinnen, in der Saison 2002/03 wurde man zudem Vizemeister und 2001/02 kam man ins Pokalfinale. Weiter nahm er mit Maccabi in der Saison 2002/03 an der UEFA Champions League teil. Der Verein trat gegen Manchester United, Olympiakos Piräus und Bayer 04 Leverkusen an. Der Israeli spielte in allen Spielen und erzielte im letzten Gruppenspiel gegen Olympiakos das 1:0 beim 3:3-Unentschieden in Athen. Die Grünen schieden in der Gruppenphase aus.
Anfang der Saison 2005/06 wechselte der Mittelfeldspieler zu Hapoel Tel Aviv. In seiner ersten Saison wurde man hinter seinem Exklub Maccabi Haifa Vizemeister und gewann das Pokalfinale gegen Bnei Yehuda Tel Aviv mit 1:0. In der nächsten Saison konnte der Pokalsieg wiederholt werden, jedoch wurde man in der Meisterschaft nur Vierter. Nach Rang fünf 2008 wurde man am Ende der Saison 2008/09 wiederum Vizemeister. Darauf folgte 2009/10 Badirs fünfter Meistertitel, sein erster mit Hapoel.
International spielte Badir bisher 74 Mal für Israel und erzielte zwölf Tore. Er konnte sich mit dem Team für keine Endrunde qualifizieren.
Er beendete seine Karriere 2013.

## Erfolge
- Israelischer Meister: 2001, 2002, 2004, 2005, 2010
- Israelischer Pokalsieger: 2006, 2007, 2010, 2011, 2012